# 晴海郵便局

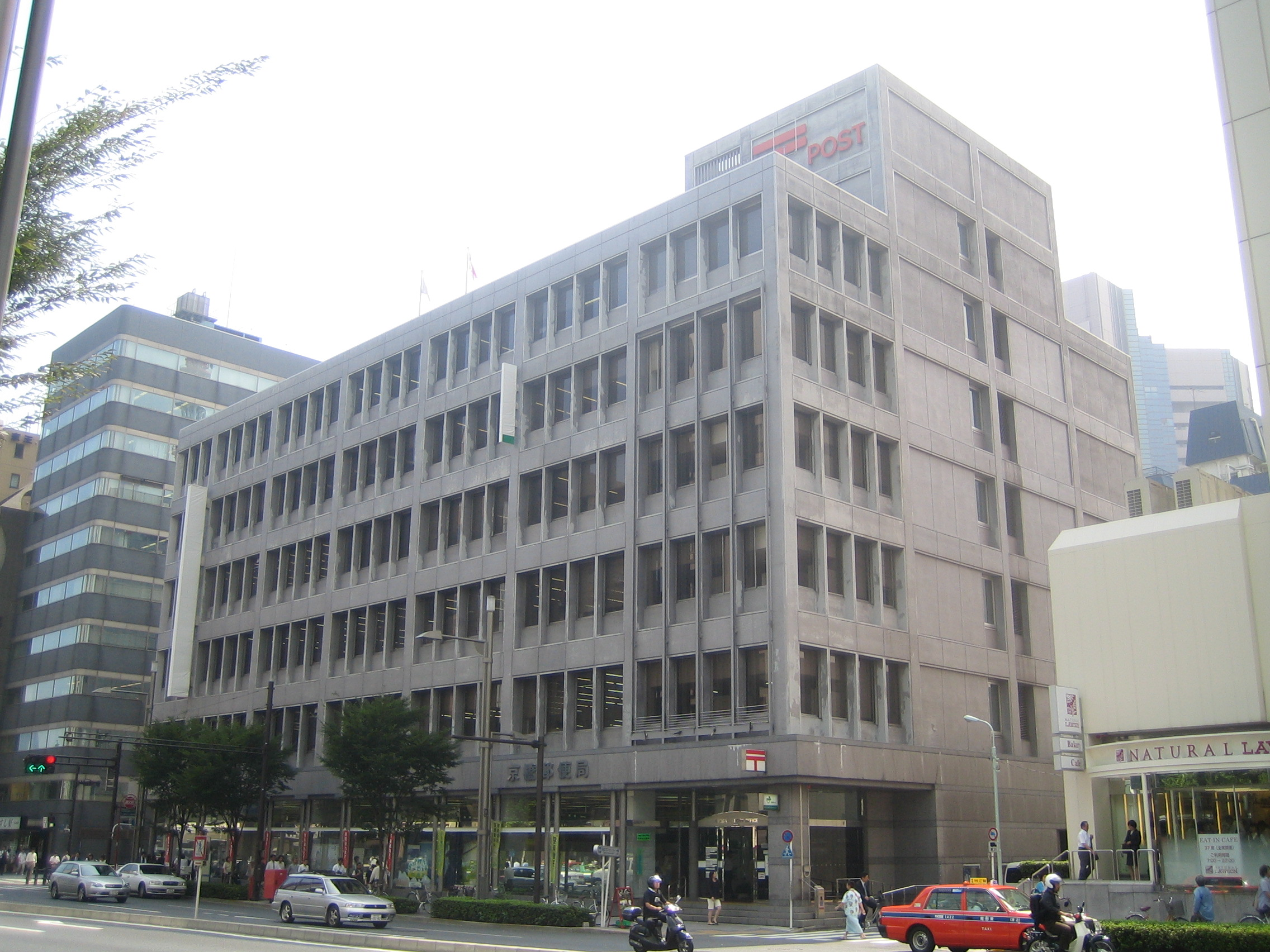
晴海郵便局京橋分室（京橋郵便局）

晴海郵便局（はるみゆうびんきょく）は、東京都中央区晴海に所在する郵便局である。

## 概要
住所：〒104-8799 東京都中央区晴海4-6-26
当局は、郵政事業が国営であった当時の京橋郵便局の集配部門を前身とする郵便局である。民営化に伴い郵便事業京橋支店として発足の後、2010年（平成22年）に築地から晴海の現局舎への移転の際に晴海支店に改称、中央区の京橋地域・月島地域に加えて江東区等の一部地域も受け持つこととなった。
現局舎は、1990年（平成2年）まで晴海通常郵便集中局の局舎として使用されていた建物である。
なお、当局は現局舎への移転当初から、一般の郵便局が取扱う銀行・保険の窓口業務は行っておらず、郵便窓口についてもゆうゆう窓口のみ開設となっている。

### 分室
- 京橋分室（01795）[1] - 京橋郵便局のゆうゆう窓口業務を取扱う。

## 沿革
- 2007年（平成19年）10月1日 - 民営化に伴い、郵便事業京橋支店が発足。
- 2010年（平成22年）3月23日 - 現在地に移転、郵便事業晴海支店に改称[2]。代替として、京橋郵便局に郵便事業晴海支店京橋分室を開設[2]。郵便事業深川支店から集配業務の一部を当支店に移管。
- 2012年（平成24年）10月1日 - 日本郵便株式会社の発足に伴い、晴海郵便局に改称。
- 2017年（平成29年）2月6日 - ゆうゆう窓口の24時間営業を廃止。

## 取扱内容

### 晴海郵便局
- 次の地域の集配業務[3]
  - 中央区のうち京橋地域・月島地域 - 郵便番号の上5桁が「104-00」の地域[注釈 2]、ただし銀座（郵便番号が「104-0061」の地域）を除く[注釈 3]。
  - 江東区のうち豊洲、東雲、有明、青海 - 郵便番号が「135-0061〜135-0064」の地域[注釈 4]
  - 港区台場 - 郵便番号が「135-0091」の地域
  - 品川区東八潮 - 郵便番号が「135-0092」の地域
  - 中央防波堤埋立地 - 郵便番号が「135-0065」[注釈 5]の地域
    - 江東区海の森 - 郵便番号が「135-0066」[注釈 6]の地域
    - 大田区令和島 - 郵便番号が「135-0093」[注釈 7][4]の地域
- ゆうゆう窓口

### 晴海郵便局京橋分室
- 京橋郵便局のゆうゆう窓口業務

## 風景印
- 図案は『晴海埠頭』・『レインボーブリッジと屋形船』[5]
- 使用開始日は2010年（平成22年）3月23日[5]

## 周辺
- 警視庁月島警察署、警視庁第一方面交通機動隊
- 中央清掃工場
- 晴海埠頭
- 晴海アイランドトリトンスクエア
- 首都大学東京晴海キャンパス、東京都立晴海総合高等学校
- 晴海通り
- 豊洲市場   千客万来

## アクセス
- 都営地下鉄大江戸線 勝どき駅下車、徒歩約10分
- ゆりかもめ 新豊洲駅下車、徒歩約18分
- 都バス 都03系統・都05-1系統・錦13系統 ホテルマリナーズコート東京前停留所下車